# Hesham Mesbah
Hesham Mesbah (em árabe: هشام مصباح, em 17 de março de 1982) é um judoca egípcio.
Foi medalhista olímpico, um bronze em Judô nos Jogos Olímpicos de Verão de 2008, Pequim
Foi porta-bandeiras do Egito na cerimônia de abertura dos Jogos Olímpicos de Verão de 2012 em Londres.